# Liste der Gouverneure von Andhra Pradesh
Die folgende Tabelle listet die Gouverneure von Andhra Pradesh mit jeweiliger Amtszeit auf. Der Bundesstaat wurde unter dem Namen Andhra am 1. Oktober 1953 aus den telugusprachigen Distrikten des Bundesstaates Madras gebildet und war damit der erste nach Sprachgrenzen neu geschaffene indische Bundesstaat. Am 1. November 1956 wurde der Bundesstaat durch den States Reorganisation Act um weitere telugusprachige Gebiete aus dem aufgelösten Staat Hyderabad vergrößert und erhielt den heutigen Namen Andhra Pradesh.

## Liste
| Nr. | Name                                     | Amtsantritt       | Ende der Amtszeit |
| --- | ---------------------------------------- | ----------------- | ----------------- |
| 1   | Chandulal Madhavlal Trivedi (1893–1981)  | 1. Oktober 1953   | 31. Juli 1957     |
| 2   | Bhimsen Sachar (1894–1978)               | 1. August 1957    | 7. September 1962 |
| 3   | S. M. Shrinagesh (1903–1977)             | 8. September 1962 | 3. Mai 1964       |
| 4   | Pattom A. Thanu Pillai (1885–1970)       | 4. Mai 1964       | 10. April 1968    |
| 5   | Khandubhai Kasanji Desai (1898–1975)     | 11. April 1968    | 24. Januar 1975   |
| 6   | S. Obul Reddy (1916–1996)                | 25. Januar 1975   | 9. Januar 1976    |
| 7   | Mohan Lal Sukhadia (1916–1982)           | 10. Januar 1976   | 15. Juni 1976     |
| 8   | Ramchandra Dhondiba Bhandare (1916–1988) | 16. Juni 1976     | 16. Februar 1977  |
| 9   | Bipinchandra Jivanlal Divan (1919–2012)  | 17. Februar 1977  | 4. Mai 1977       |
| 10  | Sharada Mukherjee (1919–2007)            | 5. Mai 1977       | 14. August 1978   |
| 11  | K. C. Abraham (1899–1986)                | 15. August 1978   | 14. August 1983   |
| 12  | Thakur Ram Lal (1929–2002)               | 15. August 1983   | 28. August 1984   |
| 13  | Shankar Dayal Sharma (1918–1999)         | 29. August 1984   | 25. November 1985 |
| 14  | Kumudben Manishankar Joshi (1934–2022)   | 26. November 1985 | 6. Februar 1990   |
| 15  | Krishan Kant (1927–2002)                 | 7. Februar 1990   | 21. August 1997   |
| 16  | G. Ramanujam (1915–2001)                 | 22. August 1997   | 23. November 1997 |
| 17  | C. Rangarajan (* 1932)                   | 24. November 1997 | 2. Januar 2003    |
| 18  | Surjit Singh Barnala (1925–2017)         | 3. Januar 2003    | 3. November 2004  |
| 19  | Sushil Kumar Shinde (* 1941)             | 4. November 2004  | 28. Januar 2006   |
| 20  | Rameshwar Thakur (1927–2015)             | 29. Januar 2006   | 21. August 2007   |
| 21  | Narayan Dutt Tiwari (1925–2018)          | 22. August 2007   | 26. Dezember 2009 |
| 22  | E. S. L. Narasimhan (* 1945)             | 27. Dezember 2009 | 23. Juli 2019     |
| 23  | Biswabhusan Harichandan (* 1934)         | 24. Juli 2019     | im Amt            |